# 1910년 12월 영국 총선
1910년 12월 영국 총선은 1910년 1월 영국 총선으로 소집된 의회가 어느 당도 과반을 차지하지 못한채 유지되자 결국 붕괴되어 새로 의회를 소집하기 위해 1910년 12월 치러진 총선이다.

## 선거 결과
정당별 의석수
| 정당              | 의석수 |
| ----------------- | ------ |
| 자유당            | 272    |
| 보수당+자유연합당 | 271    |
| 아일랜드 의회당   | 74     |
| 노동당            | 42     |
| All for Ireland   | 8      |
| 무소속            | 3      |
| 합계              | 670    |

정당 득표율 
| 정당              | 득표수    | 득표율 |
| ----------------- | --------- | ------ |
| 보수당+자유연합당 | 2,270,753 | 46.6%  |
| 자유당            | 2,157,256 | 44.2%  |
| 노동당            | 309,963   | 6.4%   |
| 아일랜드 의회당   | 90,916    | 1.9%   |
| All for Ireland   | 30,332    | 0.6%   |
| 사회민주연방      | 5,733     | 0.1%   |
| 스코티시 금지당   | 913       | 0.002% |
| 무소속            | 11,053    | 0.8%   |
| 총합              | 4,876,409 |        |